# SC Vorwärts Gleiwitz
SC Vorwärts Gleiwitz was een Duitse voetbalclub uit Gleiwitz, Silezië, dat tegenwoordig de Poolse stad Gliwice is.

## Geschiedenis

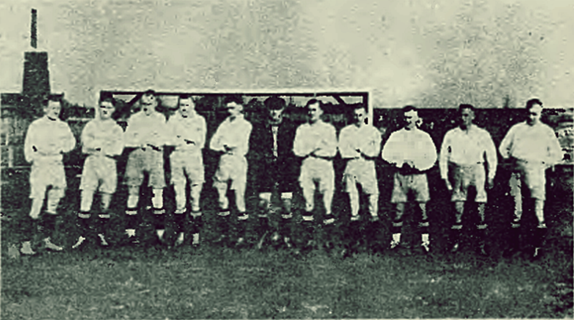
Kampioenenelftal Opper-Silezië van 1924.

In 1917 kreeg de turnclub TV 1878 Gleiwitz een voetbalafdeling. De club ging in de Opper-Silezische competitie spelen. In het eerste naoorlogse kampioenschap van 1919/20 bereikte de club al de finale, die ze verloren tegen Beuthener SuSV 09. Een jaar later was de competitie verdeeld in kleinere regionale reeksen en Vorwärts werd kampioen van Gleiwitz. In de eindronde met vijf teams werd de club tweede, opnieuw achter Beuthen.
In 1921/22 eindigde de club samen met SC Preußen 1910 Zaborze op de eerste plaats en won de beslissende wedstrijd om de lokale titel met 6-1. In de finaleronde moesten ze echter FC Preußen 05 Kattowitz voor laten gaan. Ook in 1922/23 moest de club de eerste plaats in Gleiwitz delen, nu met VfB 1910 Gleiwitz. Na een 3-0 overwinning werden ze weer kampioen, maar in de finaleronde moesten ze weer Beuthen laten voorgaan.
In 1923 en 1924 moesten turnclubs van de overheid uit gescheiden worden van de voetbalafdelingen waardoor deze zelfstandig werden. De voetbalafdeling van TV ging SC Vowärts heten. Vorwärts won tegen SpVgg Deichsel 1919 Hindenburg de titel en werd later ook kampioen van Opper-Silezië. Hierdoor mocht de club voor het eerst naar de Zuidoost-Duitse eindronde. Hier was de concurrentie echter veel te sterk en in 4 wedstrijden kreeg de club 18 goals om de oren. De volgende twee seizoenen greep de club telkens naar de titel en kreeg stevige concurrentie van stadsrivaal VfB 1910.
In 1926 fuseerde de club met RV 1909 Gleiwitz en werd zo Vorwärts-RaSpo Gleiwitz.

## Erelijst
Kampioen Opper-Silezië
1924,